# Vensecar Internacional
Vensecar Internacional C.A. (Venezolana de Servicios Expresos de Carga Internacional C.A.) es una de las dos líneas aéreas venezolanas de carga internacional en el país. VENSECAR cuenta con una flota variada de aviones cargueros y forma parte de la Red Aérea Internacional DHL Aviation. Esta organización provee de transporte aéreo a la región del Pacto Andino, Sur de Florida, Centro América, el Caribe y sus conexiones con el mundo. Fue fundada el 31 de enero de 1996.
Vensecar pertenece a la red de Aviación de DHL , que a su vez provee sus servicios a DHL Express. Adicionalmente, Vensecar, permite acceso a su red de servicios a una amplia gama de proveedores de servicios de logística.

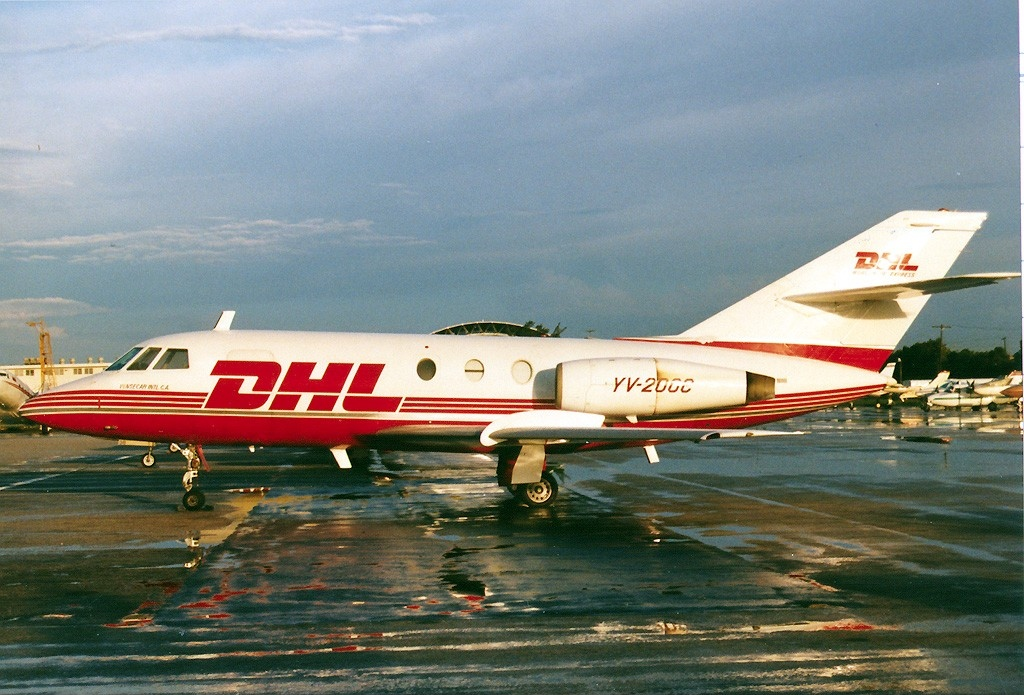
Dassault Falcon (Mystere) 20D, DHL (Vensecar Internacional)

A lo largo de su existencia, Vensecar ha operado una flota diversa de aeronaves de carga. En sus primeros años, incorporó modelos como el Beechcraft Queen Air, Boeing 727-200F y Boeing 737-400F.
En la actualidad, la flota de Vensecar se compone de un solo ATR 42-320F.

## Destinos
| Países               | Destinos         | Aeropuertos                                               |
| -------------------- | ---------------- | --------------------------------------------------------- |
| Aruba                | Oranjestad       | Aeropuerto Internacional Reina Beatrix                    |
| Barbados             | Bridgetown       | Aeropuerto Internacional Grantley Adams                   |
| Brasil               | Manaos           | Aeropuerto Internacional Eduardo Gomes                    |
| Colombia             | Bogotá           | Aeropuerto Internacional El Dorado                        |
| Costa Rica           | San José         | Aeropuerto Internacional Juan Santamaría                  |
| Curazao              | Willemstad       | Aeropuerto Internacional Hato                             |
| República Dominicana | Santo Domingo    | Aeropuerto Internacional Las Américas                     |
| Panamá               | Ciudad de Panamá | Aeropuerto Internacional de Tocumen                       |
| Trinidad y Tobago    | Puerto España    | Aeropuerto Internacional de Piarco                        |
| Estados Unidos       | Miami            | Aeropuerto Internacional de Miami                         |
| Venezuela            | Caracas          | Aeropuerto Internacional de Maiquetía Simón Bolívar (HUB) |

## Flota

### Flota actual
La flota de Vensecar está compuesta por las siguientes aeronaves:
| Aeronaves   | En servicio | Pedidos | Matrículas                                        | Antigüedad                                        |
| ----------- | ----------- | ------- | ------------------------------------------------- | ------------------------------------------------- |
| ATR 42-320F | 1           | —       | YV638T                                            | 34,3 años                                         |
| Total       | 1           | —       | Edad media de la flota (abril de 2025): 34,3 años | Edad media de la flota (abril de 2025): 34,3 años |

### Flota histórica

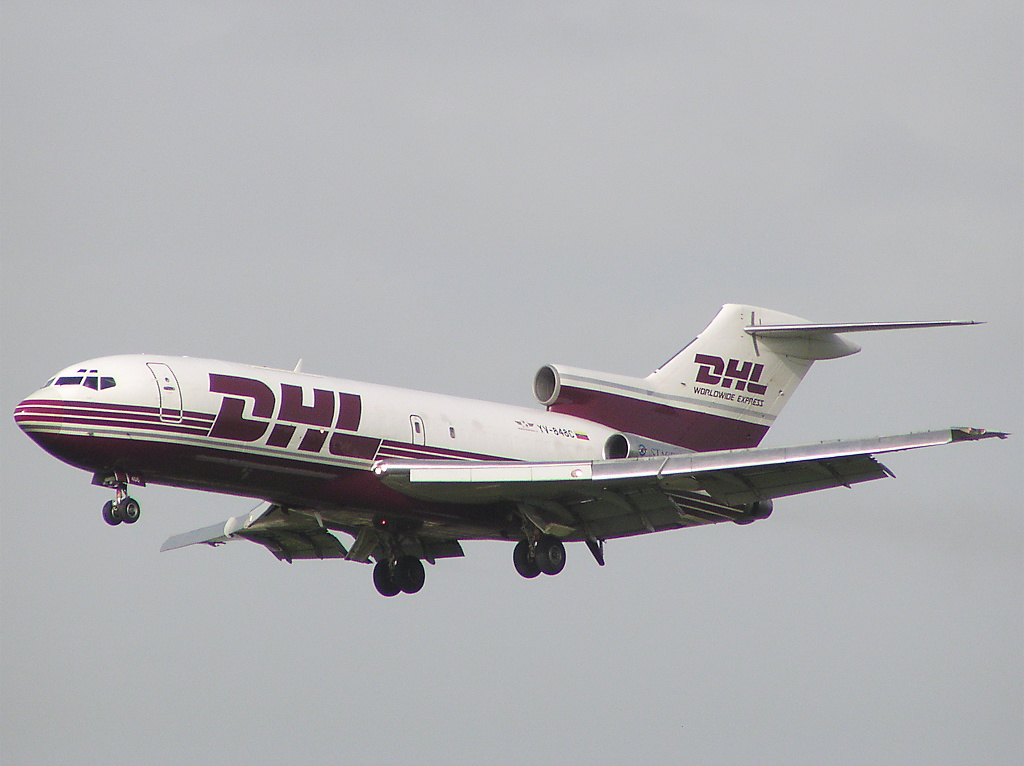
DHL (Vensecar Internacional) Boeing 727-35(F)

| Aeronaves            | Total | Introducido | Retirado | Matrículas |
| -------------------- | ----- | ----------- | -------- | --- |
| ATR 42F              | 3     | 2001        | __       | YV-876C, YV2308, YV-914C                                                                                        |
| Beechcraft Queen Air | 1     | 1996        | 2001     | YV-848C |
| Boeing 727-200       | 6     | 1997        | 2015     | YV-846C, YV-848C (re-reg. YV156T y YV2309), YV-907C (re-reg. YV154T), YV-905C (re-reg. YV155T), YV236T y YV478T |
| Boeing 737-400       | 2     | 2014        | 2019     | YV567T y YV573T                                                                                                 |
| Learjet 24           | 1     | 1996        | ??       | YV-05CP |